# 子ぎつねヘレン
『子ぎつねヘレン』（こぎつねヘレン）は、竹田津実のノンフィクション『子ぎつねヘレンがのこしたもの』（ISBN 4035509507）を原作とした日本映画。2006年3月18日公開。同年8月30日にDVDとして発売。

## ストーリー
東京から、北海道で獣医を営む幸次の元に預けられた太一は、ある日母親からはぐれた子ぎつねを拾う。その子ぎつねは頭に怪我を負い、視覚・聴覚・嗅覚を失っていた。幸次たちに見守られながら、ヘレン・ケラーにちなんでヘレンと名付けた子ぎつねを、太一は「サリヴァン先生」と呼ばれながら、懸命に育てる。

## キャスト
- 矢島幸次 - 大沢たかお
- 大河原律子 - 松雪泰子
- 大河原太一 - 深澤嵐
- 矢島美鈴 - 小林涼子
- 山口先生（太一の担任） - 田波涼子
- マミ（太一のクラスメート） - 尾崎千瑛
- ハカセ（太一のクラスメート） - 佐藤和也
- ゆうすけ（太一のクラスメート） - 米本来輝
- 龍田直樹　※声優の人とは別人?
- 警官 - 阿部サダヲ
- 森の老婆 - 吉田日出子
- 上原教授 - 藤村俊二

## スタッフ
- 監督：河野圭太
- 原作：竹田津実
- 脚本：今井雅子
- 音楽：西村由紀江
- サウンドプロデュース：伊藤圭一
- 選曲：浅梨なおこ
- アニマルトレーナー：宮忠臣
- ロケ協力：北海道フィルムコミッション、網走市、小清水町、北海道立オホーツク公園、オホーツクの村（財団法人小清水自然と語る会）、東京農業大学　ほか
- 撮影：浜田毅、葛西誉仁（B班）
- 照明：松岡泰彦
- 美術：瀬下幸治
- 録音：郡弘道
- 装飾：大町力
- 衣装：佐藤愉貴子
- 編集：田口拓也
- 監督補：杉山泰一
- 助監督：北川学、市原大地、家次勲、花川ひとみ
- ラインプロデューサー：岩本勤
- 製作担当：毛利達也
- スクリプター：津島由起江
- 特殊造型：江川悦子
- 音響効果：斎藤昌利
- VFX・CG：バスク、日本エフェクトセンター、白組
- 現像：IMAGICA
- スタジオ：日活撮影所
- プロデューサー：石塚慶生、吉田繁暁、榎望、井口喜一
- アソシエイトプロデューサー：矢島孝
- 商品提供：森永乳業、東洋水産、アート引越センター、宮田工業、ムラサキスポーツ、日本航空、キヤノン、SUBARU、不二製油
- 製作：久松猛朗
- 製作代表：大谷信義、犬飼佳春、伊藤博、細野義朗、鶴田尚正、八木ヶ谷昭次、三ツ井康、喜多埜裕明
- 配給：松竹

## 主題歌
- レミオロメン「太陽の下」

## 受賞
- ゆうばり国際ファンタスティック映画祭2009ファンタ ランド大賞
- 第16回日本映画批評家大賞 富士写真フイルム奨励賞[2]